# Cryptochironomus boreus
Cryptochironomus boreus är en tvåvingeart som först beskrevs av Maurice Emile Marie Goetghebuer 1940.  Cryptochironomus boreus ingår i släktet Cryptochironomus och familjen fjädermyggor.
Artens utbredningsområde är Sverige. Inga underarter finns listade i Catalogue of Life.